# الکساندر شپاکوفسکی
الکساندر شپاکوفسکی (روسی: Александр Викентьевич Шпаковский؛ ۱۸۹۹ – ۹ ژوئن ۱۹۳۸) بازیکن فوتبال اهل اتحاد جماهیر شوروی سوسیالیستی بود.
از باشگاه‌هایی که در آن بازی کرده‌است می‌توان به اشاره کرد.
وی همچنین در تیم‌های ملی فوتبال شوروی و اوکراین بازی کرده‌است.